# Yasushi Furukawa
Pour les articles homonymes, voir Furukawa.
Yasushi Furukawa (古川 康, Furukawa Yasushi), né le 15 juillet 1958 à Karatsu, est un homme politique japonais, membre du Parti libéral-démocrate (PLD).
Il est élu au poste de gouverneur de la préfecture de Saga en 2003.